# Miskatonic University
La Miskatonic University è un'università immaginaria, frutto della fantasia dello scrittore Howard Phillips Lovecraft. La sede di questa università è nell'altrettanto immaginaria città di Arkham, che sorge nella contea di Essex, nel New England. Dopo la prima apparizione nella serie di brevi racconti raccolti sotto il titolo di Herbert West, rianimatore (1922), la Miskatonic University viene citata in altre numerose storie relative al Mito di Cthulhu, scritte sia da Lovecraft che da altri autori.
Si tratta senza dubbio del più importante istituto universitario del mondo di finzione noto come "universo lovecraftiano".
Il nome "Miskatonic" deriva dall'immaginario fiume omonimo che scorre attraverso Arkham.
La letteratura lovecraftiana ci rivela due motti relativi all'università di Arkham: Ex Ignorantia Ad Sapientiam; Ex Luce Ad Tenebras (in italiano, Dall'ignoranza alla sapienza; dalla luce all'oscurità) e Un piccolo sacrificio per la conoscenza.

## Il campus
La Miskatonic University copia il modello dei tipici istituti della Ivy League, come Harvard, Yale, Dartmouth e la Brown University. Nei racconti di Lovecraft, gli studenti universitari sembrano essere tutti maschi, del resto ai suoi tempi la stragrande maggioranza degli universitari del nord-est statunitense era di sesso maschile. L'unica studentessa menzionata è Asenath Waite, nel racconto La cosa sulla soglia (1937).
La Miskatonic University è nota per la sua vasta collezione di libri occulti, e la sua biblioteca, la Orne Library, possiede una delle rare copie del Necronomicon. Altri testi presenti nella biblioteca sono l'Unaussprechlichen Kulten, scritto da Friedrich von Junzt, e alcuni frammenti del Libro di Eibon.
Le strutture di questa sede universitaria prevedono anche una scuola di medicina, come narrato in Herbert West, rianimatore.
In base anche al contributo di altri autori, si può affermare che esistono due tipiche rappresentazioni della Miskatonic University: da un lato c'è quella più vicina agli scritti di Lovecraft, che immaginava questo istituto come una normalissima università in cui si celavano misteriosi segreti legati a strani miti; dall'altro lato c'è una rappresentazione molto diffusa soprattutto all'interno dei giochi di ruolo, in base alla quale i miti e gli strani elementi magici non sono celati e fanno parte dell'identità culturale del campus.

## Le facoltà

### Nei lavori di Lovecraft
Nella seguente tabella sono elencati i professori della Miskatonic University e i loro dipartimenti di riferimento, in base a quanto risulta dai racconti di Lovecraft.
| Nome                                | Dipartimento                      | Apparizioni                                                 |
| ----------------------------------- | --------------------------------- | ----------------------------------------------------------- |
| Dr. Henry Armitage                  | direttore della biblioteca        | L'Orrore di Dunwich                                         |
| Professor Ferdinand C. Ashley       | Storia                            | L'ombra calata dal tempo                                    |
| Professor Atwood                    | Fisica                            | Le montagne della follia                                    |
| Professor Dexter                    | Zoologia                          | Colui che sussurrava nelle tenebre                          |
| William Dyer                        | Geologia                          | Le montagne della follia/L'ombra calata dal tempo           |
| Professor Ellery                    | Chimica                           | La casa delle streghe                                       |
| Professor Tyler M. Freeborn         | Antropologia                      | L'ombra calata dal tempo                                    |
| Dr. Allen Halsey                    | Preside della facoltà di medicina | Herbert West, rianimatore                                   |
| Professor Lake                      | Biologia                          | Le montagne della follia                                    |
| Dr. Francis Morgan                  | Archeologia                       | L'orrore di Dunwich                                         |
| Professor Frank H. Pabodie          | Ingegneria                        | Le montagne della follia                                    |
| Professor Nathaniel Wingate Peaslee | Economia Politica                 | L'ombra calata dal tempo                                    |
| Professor Wingate Peaslee           | Psicologia                        | L'ombra calata dal tempo                                    |
| Professor Warren Rice               | Lingue                            | L'orrore di Dunwich                                         |
| Professor Upham                     | Matematica                        | La casa delle streghe                                       |
| "vecchio" Waldron                   | medico del college                | La casa delle streghe                                       |
| Albert N. Wilmarth                  | Letteratura inglese               | Le montagne della follia/Colui che sussurrava nelle tenebre |

### Nei lavori di altri autori
| Nome                       | Dipartimento                                        | Apparizioni                       |
| -------------------------- | --------------------------------------------------- | --------------------------------- |
| Tony Alwyn                 | assistente bibliotecario                            | Oltre la soglia                   |
| Randolph Carter            | non specificata                                     | L'almanacco del nuovo viaggiatore |
| Professor Alice Derleth    | Scienze occulte                                     | The Collect Call of Cathulhu      |
| Professor Ted Klein        | non specificata                                     | The Collect Call of Cathulhu      |
| Dr. Cyrus Llanfer          | direttore della biblioteca (successore di Armitage) | Il ritorno di Hastur              |
| Professor Seneca Lapham    | Antropologia                                        | The Lurker at the Threshold       |
| Ward Phillips (I)          | primo rettore (tardo XVII secolo)                   | The Lurker at the Threshold       |
| Ward Phillips (II)         | direttore della biblioteca (inizio XIX secolo)      | The Lurker at the Threshold       |
| Professor Laban Shrewsbury | Antropologia e filosofia                            | The Trail of Cthulhu              |
| Ebenezer Tillinghast       | Geologia                                            | The Smoker from the Shadows       |
| Nathaniel Pickman Wingate  | Fisica                                              | Kamillions                        |

## Guide alla Miskatonic University
La casa editrice Chaosium Press ha pubblicato numerose guide relative alla Miskatonic University degli anni venti, destinate al suo gioco di ruolo "Il Richiamo di Cthulhu". La prima risale al 1990, e si trattava di un lungo articolo di Keith Herber apparso sulla rivista "Arkham Unveiled".
La seconda guida era un vero e proprio libro del 1995, intitolato 'Miskatonic University' e scritto da Sandy Antunes;  sottotitolo dell'opera era "Dove la scienza incontra il mito", e una copia di questo libro si trova nella "collezione speciale" della Boston University. Il testo di Antunes non è più in stampa da anni, ma nel 1997 la Chaosium Press ha permesso a un fan del libro di utilizzarne i contenuti per creare un sito web (miskatonic-university.org).
La terza guida, sempre intitolata "Miskatonic University" e pubblicata nel 2005 ad opera di Sam Johnson e alcuni amici, riprende l'edizione del 1995 aggiungendovi nuovi miti.

## Riferimenti nella cultura di massa

### Nel cinema
Il film horror Re-Animator, diretto da Stuart Gordon e basato sui racconti di Lovecraft, è ambientato nella Miskatonic University.
Nel film Brain Dead, come tributo a Lovecraft, il personaggio interpretato da Bill Pullman frequenta questa immaginaria università, come accade anche al protagonista del film Dagon.
La casa delle streghe, un cortometraggio basato sull'omonimo racconto di Lovecraft e diretto da Stuart Gordon, è ambientato proprio presso la Miskatonic University.
Nell'horror giapponese "Ghost Train", uno studente legge un catalogo con un elenco di vari atenei da frequentare, e fra questi c'è anche la Miskatonic University.
Nel film sperimentale Galline con le Ali, di Roberto Faenza, Chuck, il gallo protagonista della pellicola, durante le sue crisi mistiche mormora spesso "Miskatonic electronic, miskatonic electronic, miskatonic electronic...".

### Nei cartoni animati
Nella terza stagione dei Digimon, durante un telegiornale, due personaggi intervistati sono identificati come professori della Miskatonic University.
La Miskatonic University appare in un episodio della serie The Real Ghostbusters. Nello stesso episodio compaiono due professori universitari chiamati Ted Klein e Alice Derleth.
Esiste anche nella serie cartone Scooby-Doo! Mystery Incorporated, ed il suo preside alla fine della prima puntata riferisce ai cinque protagonisti che hanno scoperchiato qualcosa di pericoloso (cioè spianato la strada all'arrivo di Nibiru). A fine cartone li iscrive all'università e li aspetta per l'inizio dei corsi. 
Al nome dell'Università è dedicato persino quello di un panino servito al college in cui studia Gwen Tennyson in Ben 10: Omniverse. I riferimenti a Lovecraft peraltro si vedono in tutte le serie di Ben 10 e perfino il titolo un episodio di Omniverse cita Scooby-Doo! Mystery Incorporated.

### Nei fumetti
In un fumetto della DC Comics, la maga Zatanna usa il soprannome di "Miss Katonic".
In una serie di fumetti della Millennium intitolata Colui che sussurrava nelle tenebre si narra di un "Progetto Miskatonic", un gruppo di investigatori che indaga sul fondo di verità presente nei racconti di Lovecraft.

### Nella letteratura
Nel racconto breve di John M. Ford intitolato "How Much for Just the Planet?", la principessa DeeDee indossa una felpa con la scritta "Miskatonic U.".
In "Illuminatus! Trilogy", una raccolta di racconti scritti da Robert Anton Wilson e Robert Shea, viene menzionata questa università.
Il racconto di fantascienza The Atrocity Archives, scritto da Charles Stross, è pieno di riferimenti lovecraftiani e presenta un personaggio il cui curriculum personale comprende anche la Miskatonic University.
Martin Greenwood e Martin Weinberg hanno pubblicato una collana di nuove storie legate all'universo di Lovecraft, tutte ambientate presso l'immaginario ateneo. Il titolo della raccolta è "Miskatonic University", pubblicata per la prima volta nel 1996 e non più in stampa.
Nella serie di libri per ragazzi "Le incredibili scoperte di Harry Tage" il protagonista risiede abitualmente nel museo adiacente alla Miskatonic University.
Nel romanzo Le fontane del Paradiso di Arthur C. Clarke (1979), viene citato il volume edito dalla Miskatonic University nel 2069, "Le basi farmacologiche della religione".

### Nei videogiochi
Nel videogioco Amber: Journeys Beyond il diploma della Dr.ssa Roxanne Westbridge appeso al muro riporta che lei si è laureata alla Miskatonic University.

### Nei giochi da tavolo
Nel gioco da tavolo Cthulhu - Lo stregone di Salem (2008) la Miskatonic University è uno dei luoghi visitabili dai giocatori.
I giochi da tavolo When Darkness Comes: The Nameless Mist (2009) e Miskatonic University: The Restricted Collection (2019) sono ambientati nell'omonima università, con quest'ultimo che presenta il Dr. Henry Armitage come principale personaggio non giocante.

### Altro
Alcuni negozianti vendono oggetti relativi alla Miskatonic University, come gli adesivi che ritraggono la mascotte della scuola, il "Cefalopode combattente".